# گاه‌شماری تامیل

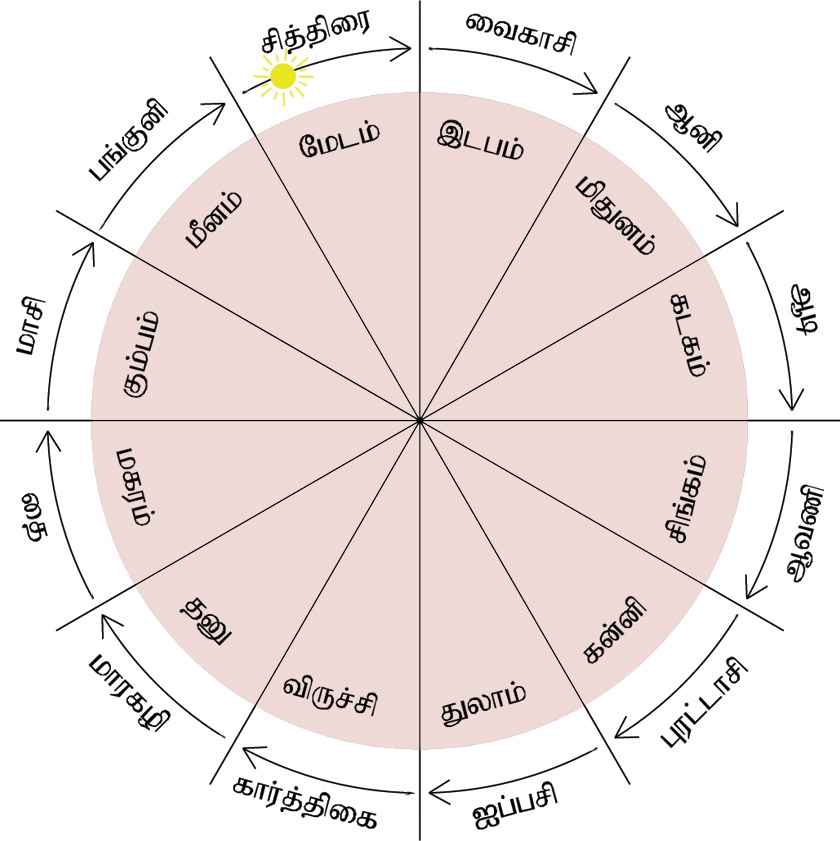
ماه‌های گاه‌شماری تامیل

گاه‌شماری تامیل (انگلیسی: Tamil calendar) یک گاه‌شماری خورشیدی نجومی است که توسط قوم تامیل شبه‌قاره هند استفاده می‌شود. این تقویم هم چنین در پودوچری، و توسط مردم تامیل در سری‌لانکا، مالزی، سنگاپور و موریس مورد استفاده قرار می‌گیرد.
در دوران امروزی، این تقویم برای رویدادهای فرهنگی، مذهبی و کشاورزی در کنار گاه‌شماری میلادی که به‌طور عمده برای کارکردهای رسمی در داخل و بیرون هند استفاده می‌شود، مورد استفاده قرار می‌گیرد. تقویم تامیل بر مبنای گاه‌شماری هندو باستانی است که هم چنین در آسام، بنگال غربی، کرالا، مانیپور، نپال، اودیسا، راجستان و پنجاب از آن استفاده می‌شود.